# 基思·兰福德
安德烈·基思·兰福德（英語：Andre' Keith Langford，1983年9月15日—），美国NBA联盟前职业篮球运动员。